# وحدة أبولو القمرية

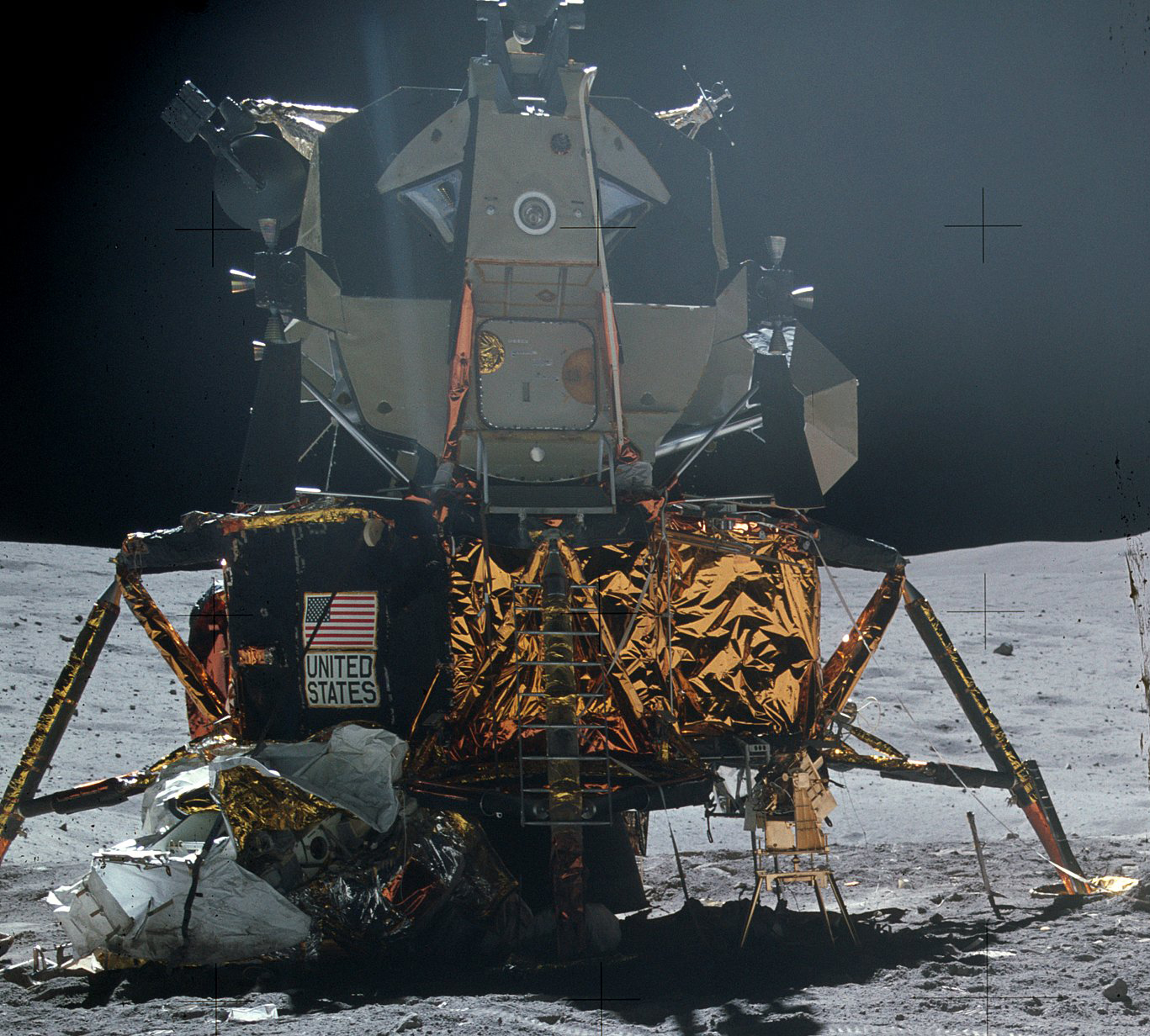
المركبة القمرية (أوريون) على سطح القمر أبولو 16.

 مركبة الهبوط على القمر  أو مركبة أبولو القمرية (بالإنجليزية: Apollo Lunar module أو LM) هي المركبة التي تحمل رائدي الفضاء للهبوط على القمر، ثم تقلع بعد بعثتهم على القمر إلى مدار حول القمر، لأجل الالتحام والاشتباك مع زميلهم الثالث الذي يقود مركبة الفضاء ووحدة الخدمة Command/Service Module، وأخذهم عائدين إلى الأرض. بدأت وكالة ناسا تصميم المركبة القمرية في عقد الستينيات من القرن العشرين، ثم وكّلت شركة غرومان للطيران عام 1963 ببناء المركبة، وقد صنعت 16 مركبة من هذا النوع.
إن مهمة مركبة أبولو القمرية هي الهبوط الآمن لرائدي الفضاء على القمر ثم الإقلاع بهما مرة اخرى ضد جاذبية القمر ثم الالتحام والاتصال بوحدة الخدمة وهي تسير في مدارها حول القمر.

## تصميم وبناء المركبة

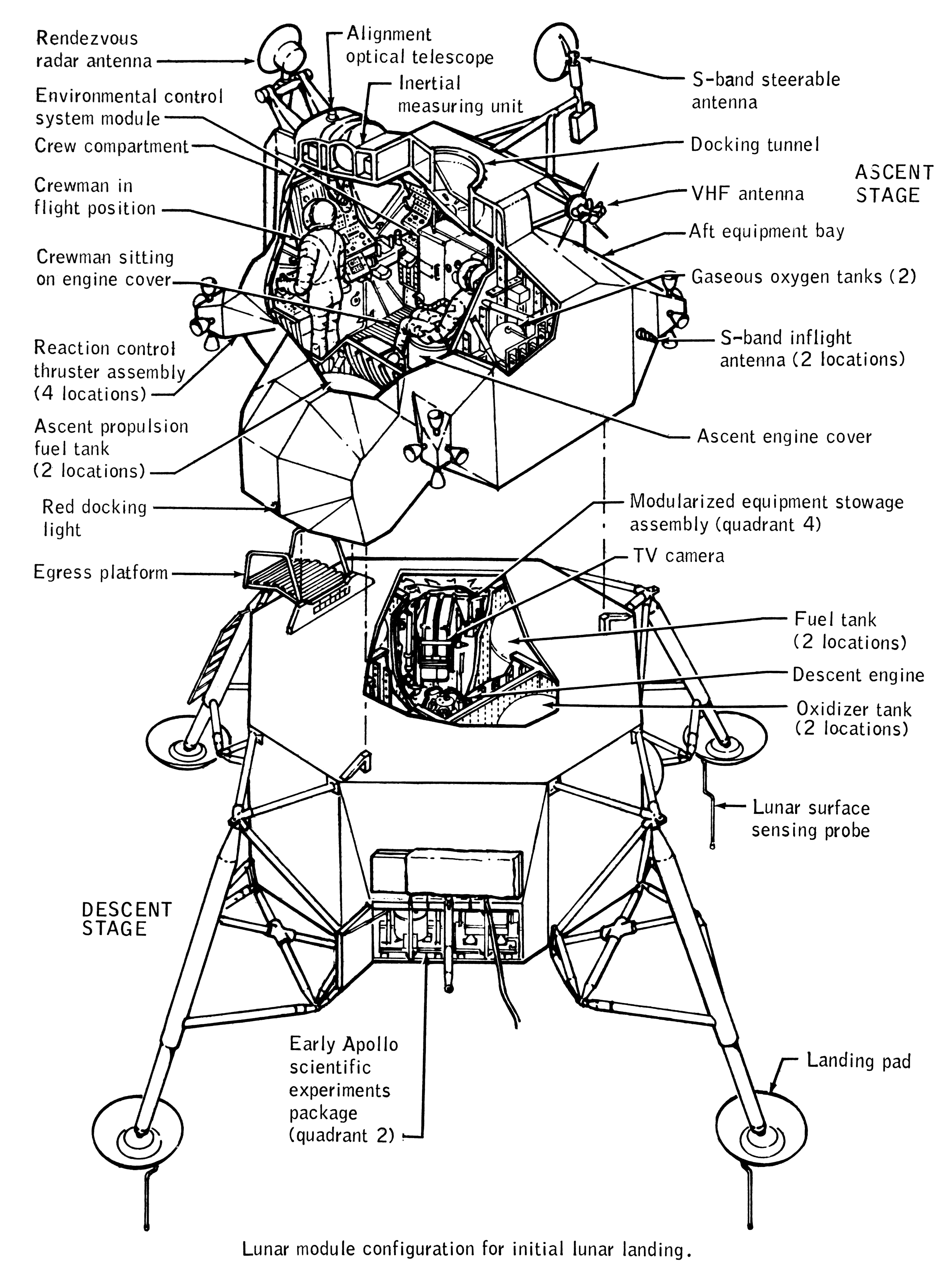
مركبة الهبوط على القمر

تعاقدت وكالة ناسا عام 1963 مع شركة غرومان للطيران ولاية نيويورك على تصميم وبناء مركبة للهبوط على القمر. ويعتبر توماس كيلي الذي تابع تصميم المركبة منذ البداية أنه "أبو المركبة"، وهو يعترف أن كثيرين قد شاركوا في تصميم وتنفيذ المركبة ومن ضمنهم رواد الفضاء أنفسهم، وبصفة خاصة سكوت كاربنتر وشارلز كونراد ودون أيزله.
وكانت مركبة الهبوط على القمر هي أكبر مركبة فضائية مأهولة طورت آنذاك. وكانت مصممة لأخذ رائدي فضاء وفي نفس الوقت كانت معدة لكي يقودها أحد الرواد يدويا ويهبط بها على سطح القمر، لم يوجد بها كراسي بل كان يركبها رائدي الفضاء واقفون على أقدامهم. وكان في إمكان رائدي الفضاء ارتداء رداء الفضاء بها للخروج منها للتجول على القمر. وكان من أهم واجبات المصممين هو المحافظة على أقل وزن ممكن للمركبة حيث ستقوم المركبة بالتسريع أثناء هبوطها ثم إقلاعها من القمر إلى سرعة 1800 متر/ثانية. كما خصص مكان لوضع العينات التي يحضرها الرواد معهم من تربة القمر و صخوره. بالإضافة إلى إيواء الرائدين الهابطين على القمر لمدة عدة أيام أثناء وجودهم على القمر وتوفير مستلزمات الطعام ومكان النوم لهم.
ولكي تهبط المركبة القمرية على القمر كان لا بد أن تزود بوسائل المحافظة على حياة الرواد، وبمصدر للطاقة وكذلك بأجهزة الملاحة. وعندما قابلت بعثة أبولو 13 مشكلة انفجار خزان الأكسجين في وحدة الخدمات واضطرارهم للعودة إلى الأرض نتيجة الفقد الكبير في الطاقة الكهربائية، فقد قامت المركبة القمرية بأعمال لم تكن مصممة لأدائها واستطاعت انقاذ الرواد من الهلاك.
وأعطي لأرجل المركبة عناية خاصة في التصميم، من ناحية الحفاظ على خفة الوزن وفي نفس الوقت تحمل صدمة الهبوط وتهدئتها. وعلاوة على ذلك لابد من إيجاد إمكانية ضم الأرجل بعد أن تم تصميم مرحلة المركبة الصاروخية وتحددت مقاييسها. واختير عدد أربعة أرجل للمركبة، وزود أحد الأرجل بسلم لهبوط الرواد.
ولما كان على المركبة القمرية العمل في مجال جاذبية القمر وجوه الخالي من الهواء فكان من الصعب اختبار الخصائص الديناميكية للمركبة في جو الأرض. لذلك ابتكر المهندسون نظام مركبة للتدريب على الهبوط LLTV ذات محركات صاروخية صغيرة إضافية. وبسبب التأثير المتبادل بين صواريخ رفع مركبة التدريب ونفاثات التوجيه كانت محاولات طيران مركبة التدريب خطيرة وحرجة نتج عنها عدة حوادث، وكاد نيل أرمسترونج أن يذهب ضحية لإحدى تلك المحاولات، إلا أنه انقذ نفسه بكرسي النجاة.
بعد ذلك اتجه المهندسون إلى التقليل من اختبار مركبة التدريب على الهبوط واقتصروها على قائد البعثة القمرية فقط، كما زاد الاعتماد على أنظمة المحاكاة للتدريب.
أثناء الإقلاع من الأرض ثم التسريع لمغادرة الأرض على المسار إلى القمر كانت المركبة القمرية تحتل حجرة مخروطية فوق المرحلة الثالثة لصاروخ ساتورن 5. وتفصل بعد ذلك مركبة القيادة Command/Service Module من الصاروخ ساتورن 5، ثم يقوم قبطان مركبة القيادة بتدويرها بزاوية 180 درجة ثم توجيهها للاشتباك بمركبة الهبوط على القمر والتقاطها من حجرة الصاروخ المخروطية. بعد ذلك تواصل المركبات المشتبكة السباحة إلى القمر تاركة ورائها المرحلة الثالثة لصاروخ ساتورن 5.

## أجزاء المركبة
صممت مركبة الهبوط لحمل رائدي فضاء وزودت بقاعدة وأربعة أرجل. وهي تتكون من جزئين، جزء للهبوط ويشكل في نفس الوقت القاعدة، وجزء للإقلاع والصعود. يبلغ وزن المركبة بالكامل 15.260 كيلوجرام ونصيب مرحلة الهبوط منها 10.330 كيلوجرام. بينما مرحلة الصعود خفيفة وأهم مافيها صاروخ الإطلاق لمغادرة القمر وأجهزة القيادة.

## صور لمركبة الهبوط

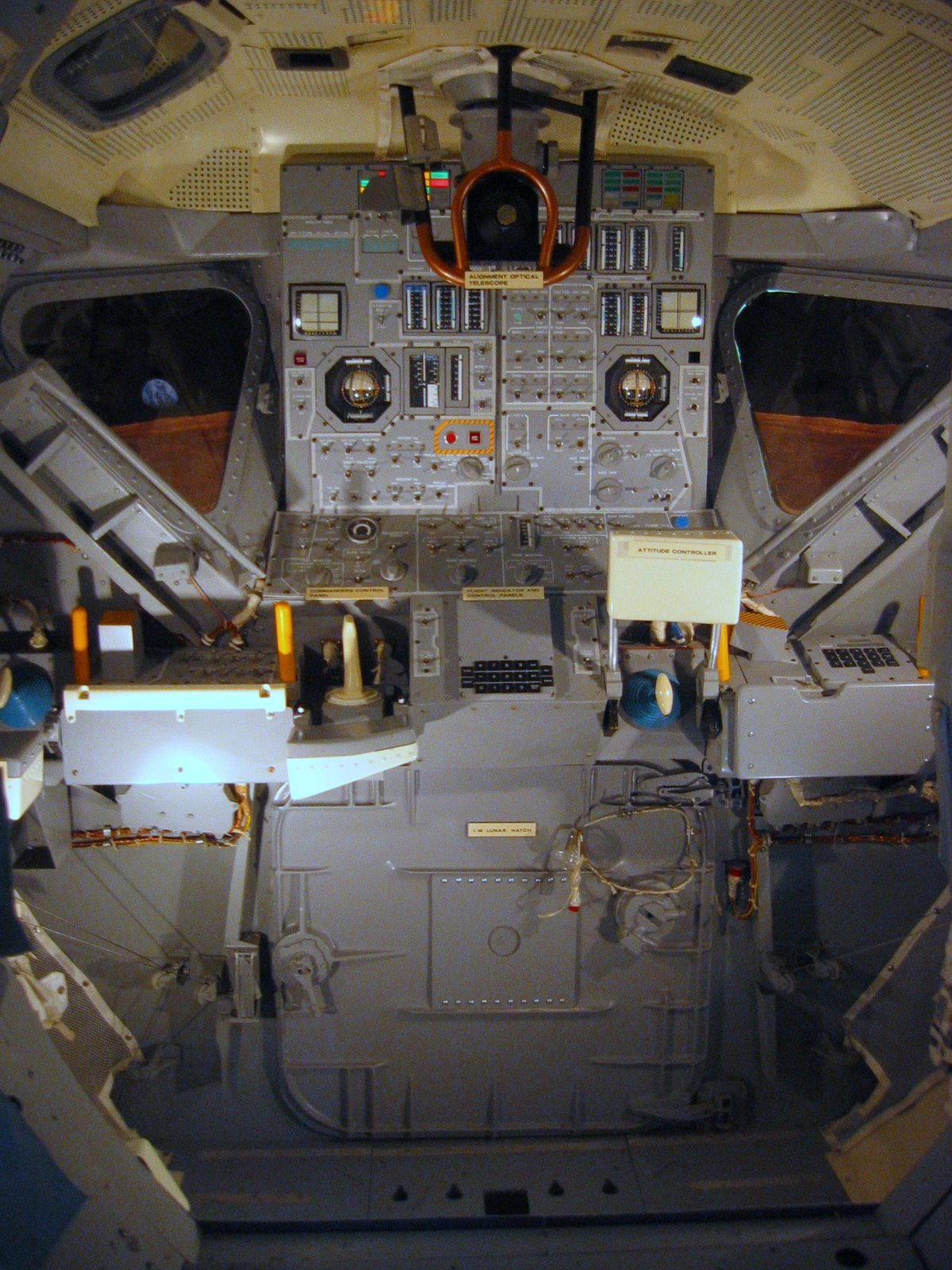
لوحة العدادات والحاسوب وعصي القيادة ونافذتان على الجانبين ونافذة أعلى السقف.
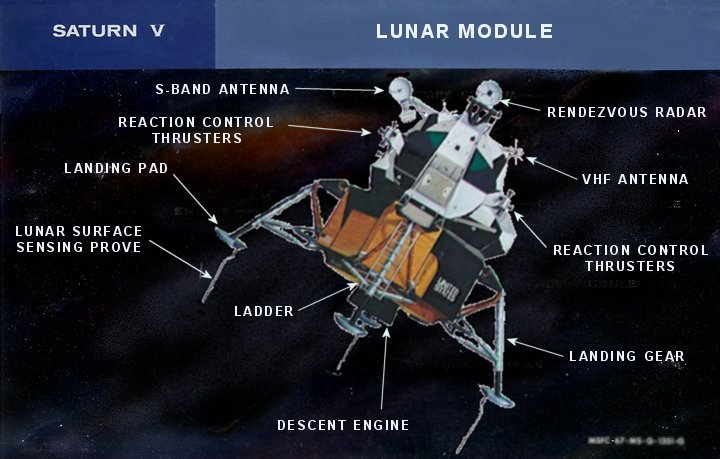
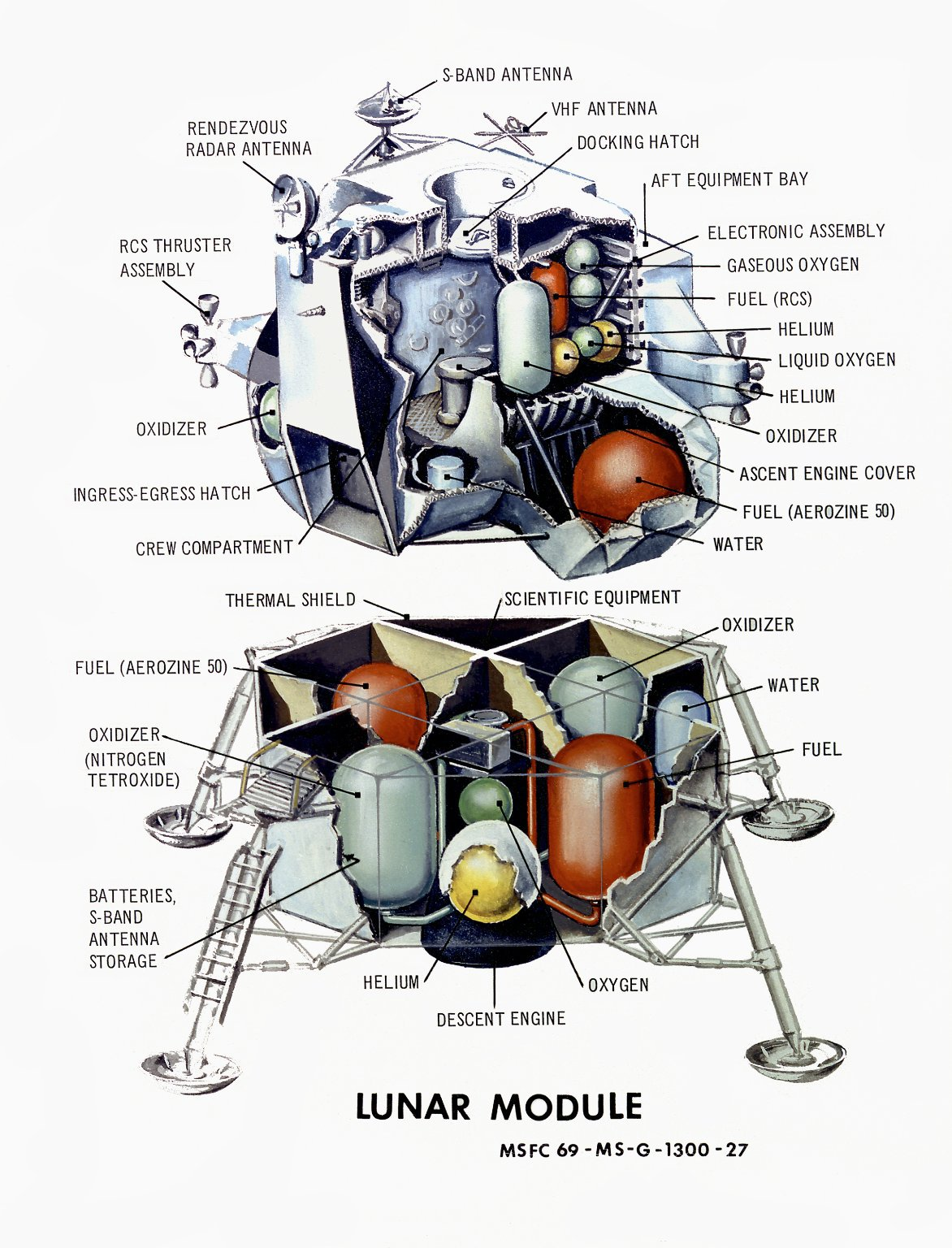
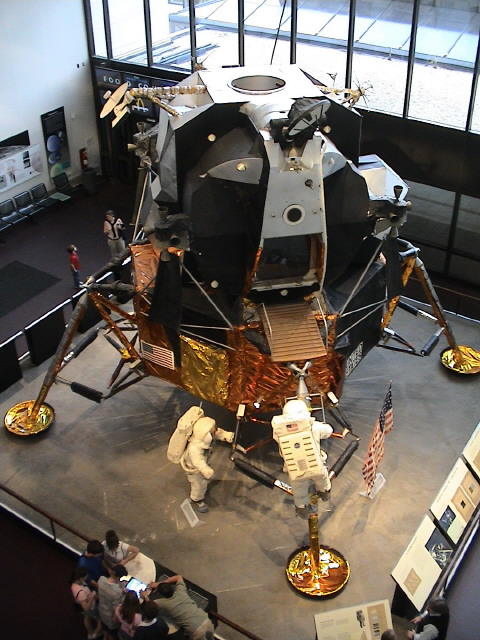
بالمتحف الوطني للطيران وغزو الفضاء.
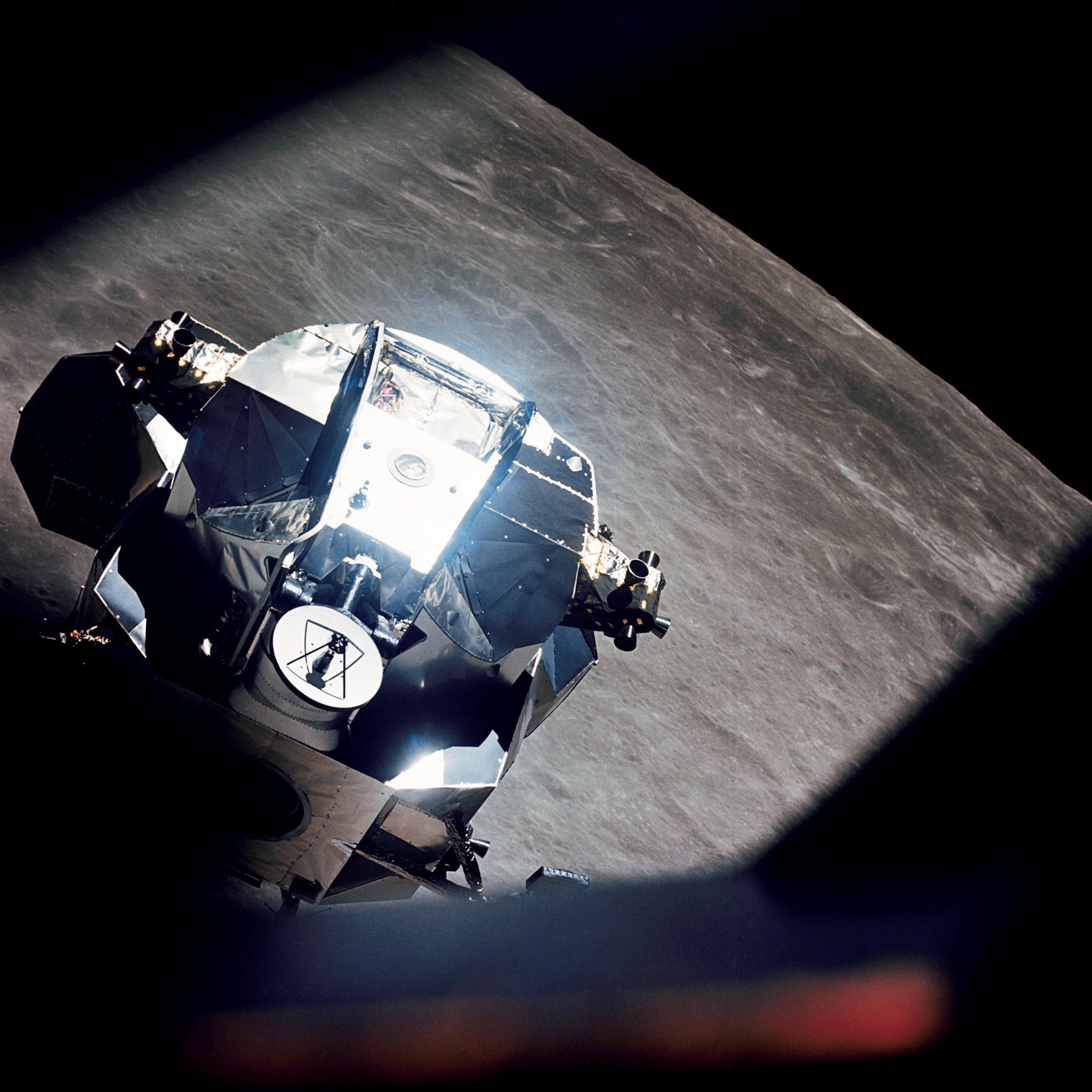
تدريب التحام سنوبي بمركبة القيادة في مدار القمر أبولو 10)
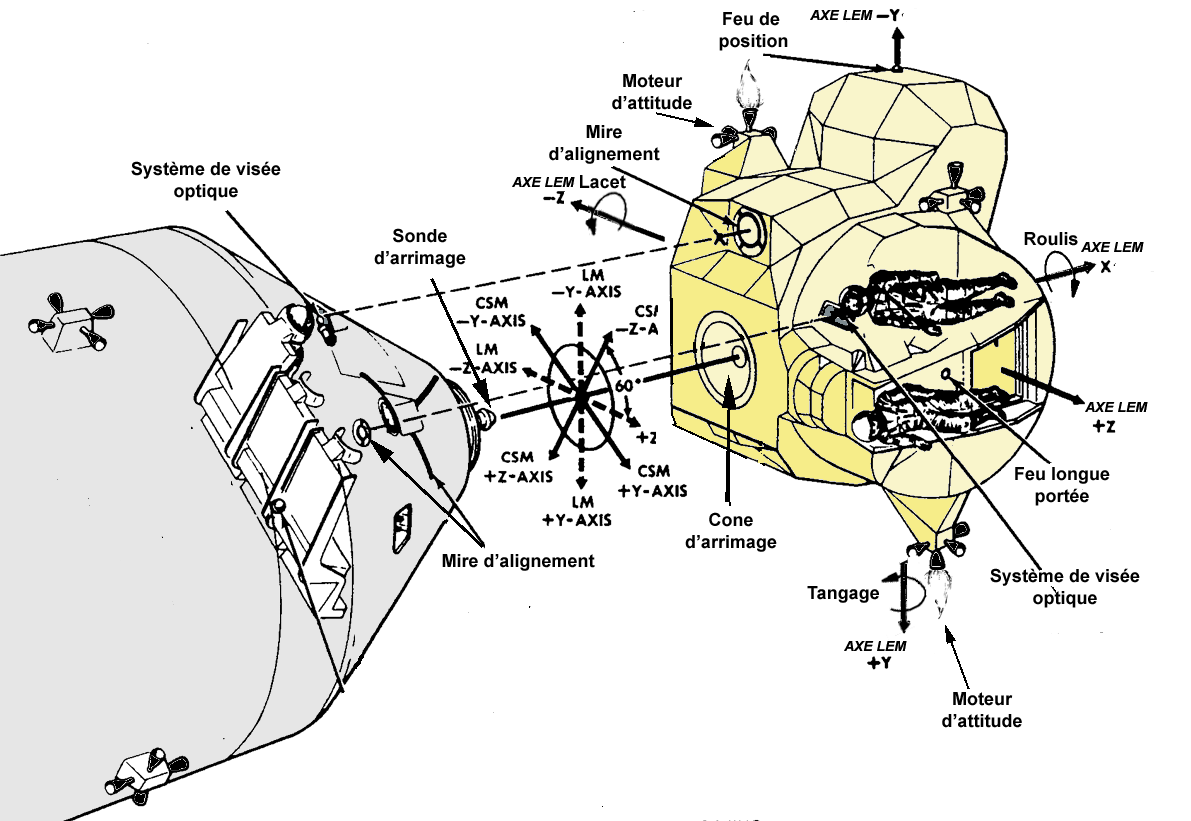
رسم توضيحي للاشتباك والالتحام بعد الصعود من القمر
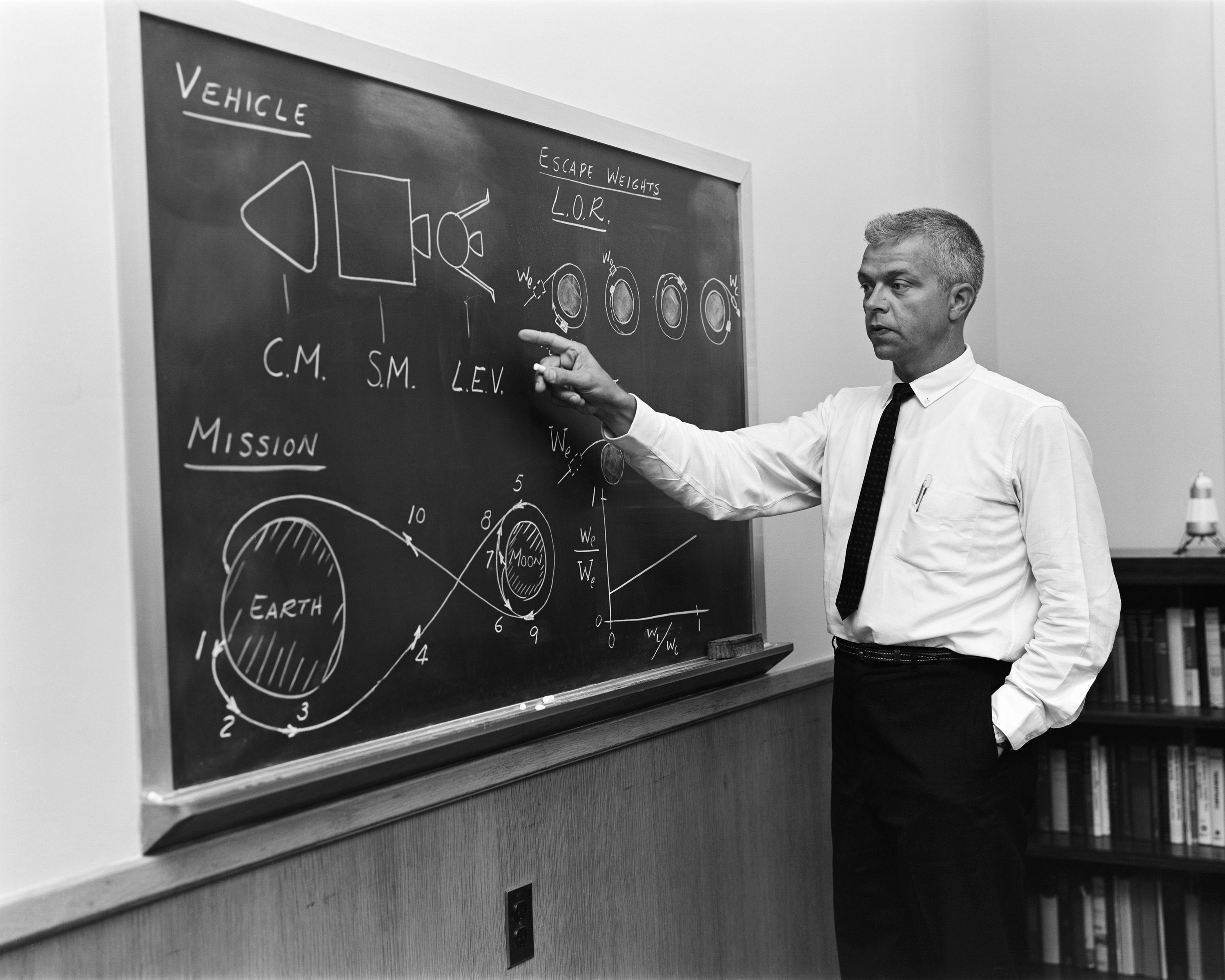
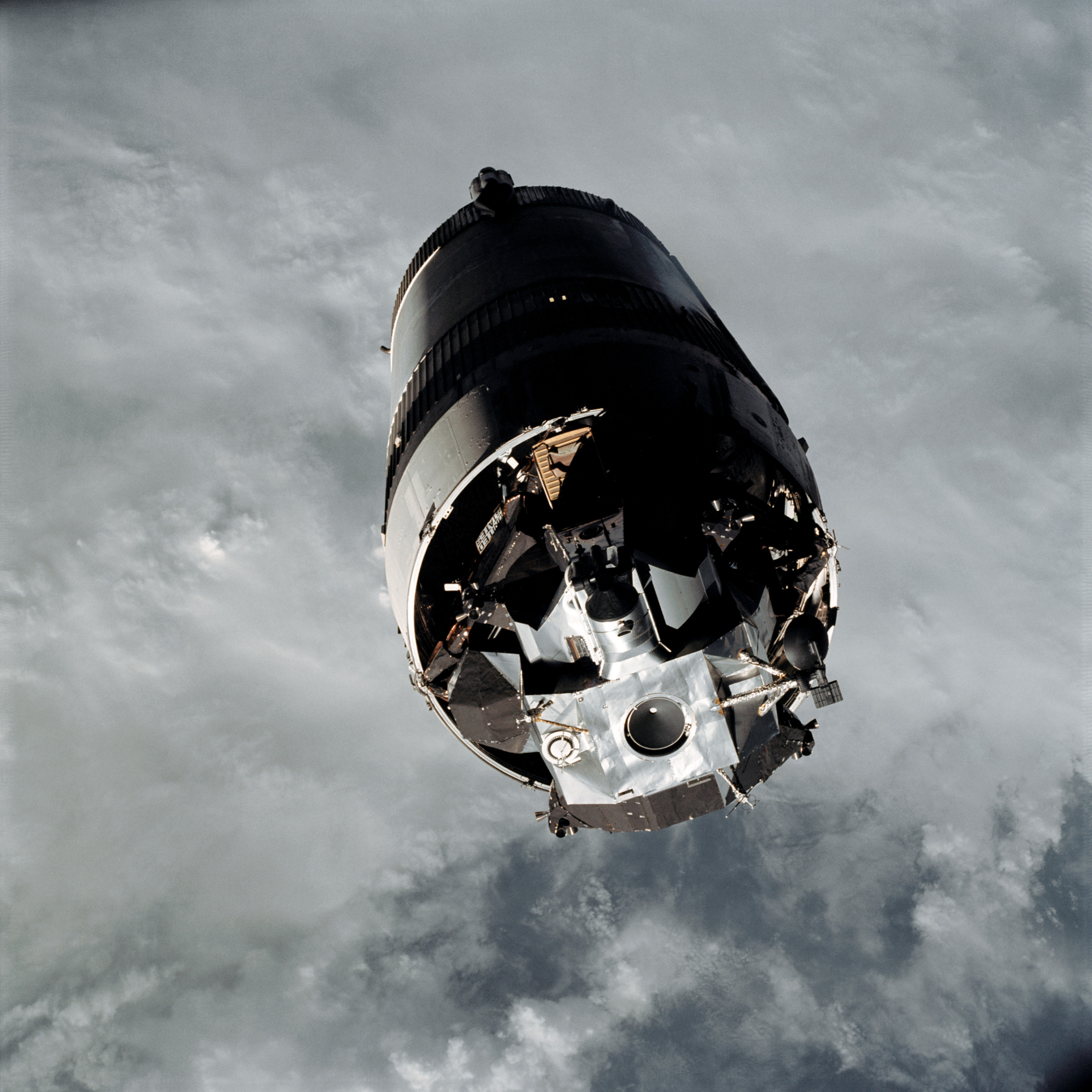
مركبة القمر في حجرتها عل قمة المرحلة الثالثة لساتورن 5 في مدار الأرض
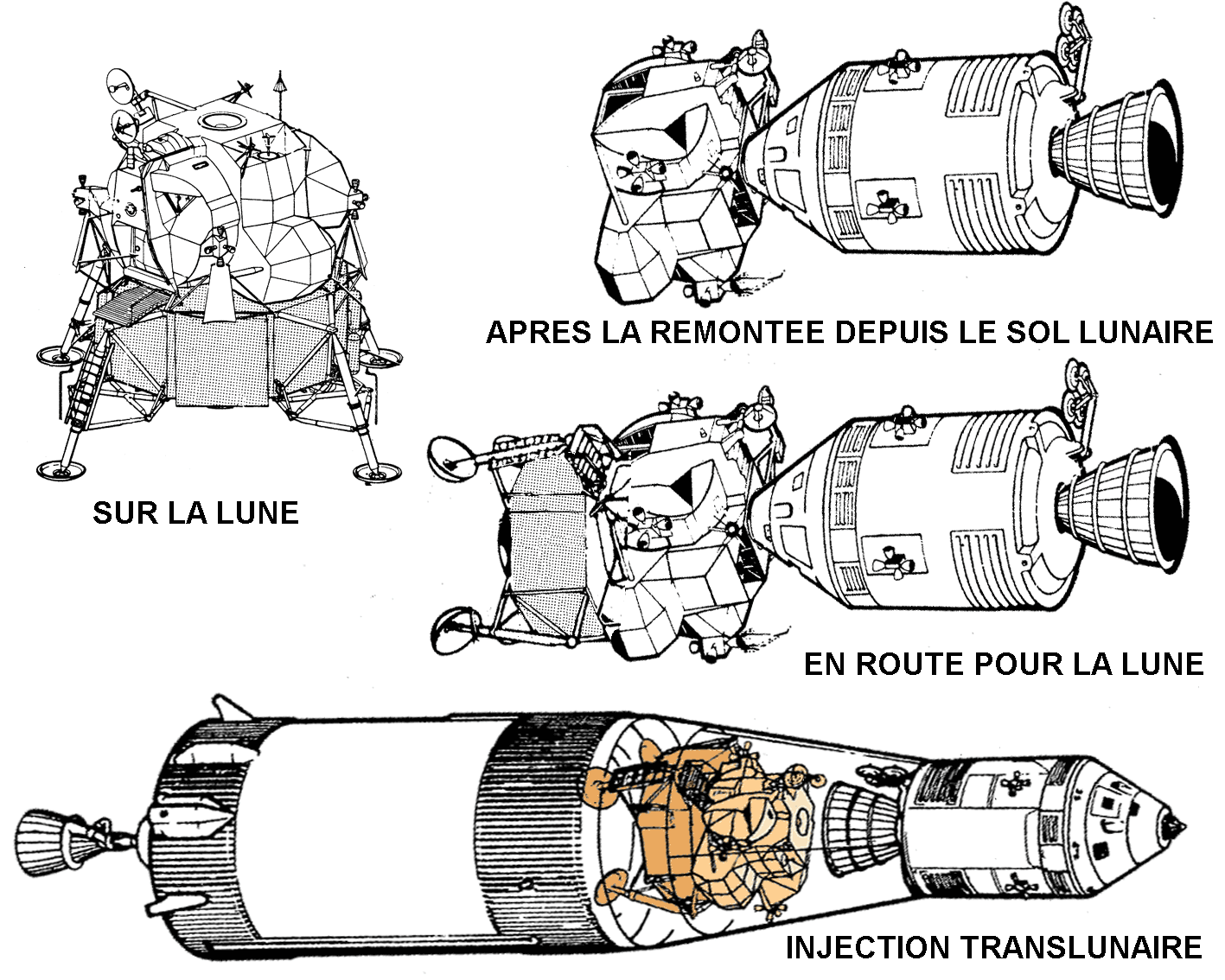
مركبة القمر : إلى اليسار على القمر، فوق: التحام للعودة، وسط : الذهاب إلى القمر، تحت :التشكيل مع ساتورن 5

## اقرأ أيضا
- مركبة القيادة ووحدة الخدمة
- أبولو 11
- أبولو 17
- نيل أرمسترونج
- قائمة رواد فضاء أبولو
- قائمة بعثات أبولو
- مركبة الإنزال

## هوامش ومراجع
1. ↑  "معلومات عن مركبة الهبوط على القمر على موقع britannica.com". britannica.com. مؤرشف من الأصل في 2016-04-07.
2. ↑  "معلومات عن مركبة الهبوط على القمر على موقع id.loc.gov". id.loc.gov. مؤرشف من الأصل في 2019-12-13.